# Mutha's Nature
Mutha's Nature é o 48º álbum de estúdio do músico americano James Brown. O álbum foi lançado em 1977 pela Polydor Records. Foi arranjado por Charles Sherwell e James Brown, com Sarah Pergantis sendo creditada pela ilustração da capa.

## Faixas
| N.º | Título                                 | Duração |  |
| 1.  | "Give Me Some Skin"                    | 3:58    |  |
| 2.  | "People Who Criticize"                 | 4:27    |  |
| 3.  | "Have a Happy Day"                     | 4:14    |  |
| 4.  | "Bessie"                               | 3:24    |  |
| 5.  | "If You Don't Give a Doggone About It" | 6:31    |  |
| 6.  | "Summerime"                            | 5:29    |  |
| 7.  | "People Wake Up and Live"              | 3:32    |  |
| 8.  | "Take Me Higher and Groove Me"         | 5:01    |  |